# Jack e Jill. Incontro alla vita
Jack e Jill (Jack and Jill: A Village Story) è un romanzo per ragazzi scritto da Louisa May Alcott nel 1880. Inizialmente comparso a puntate sul St. Nicholas Magazine di Mary Mapes Dodge, venne poi pubblicato da Roberts Brothers. La storia segue le vicende dei ragazzi e delle ragazze di Harmony Village nell'arco di un anno, soffermandosi in modo particolare su quanto accade a Jack e Jill dopo una rovinosa caduta in slittino.

## Trama
Quando la signora Pecq e sua figlia Janey si trasferiscono ad Harmony Village dal Canada, la bambina stringe una forte amicizia con il figlio minore della vicina di casa, Jack Minot. I due diventano presto inseparabili, tanto che gli altri ragazzi cominciano a chiamarli "Jack e Jill", ossia come i protagonisti dell'omonima filastrocca inglese per bambini. La storia si apre con tutti i ragazzi che, in un pomeriggio di dicembre, dopo la prima abbondante nevicata della stagione, si divertono a salire e a scendere dalla collina armati di slittino. La serenità di tutti viene interrotta quando, per via di un azzardo, i due ragazzi hanno un terribile incidente. Seguono mesi durante i quali, mentre recuperano dall'infortunio, i due ragazzi e i loro tanti amici imparano come diventare uomini e donne di valore, sotto l'occhio vigile e amorevole delle loro madri.

## Tematiche principali
- Lavorare su sé stessi per diventare uomini e donne migliori. Nessuno di noi è privo di difetti, ma, anziché arrendercisi, è bene lavorarci sopra.
- Fede in Dio.
- Temperanza. A più riprese l'autrice si schiera a favore del Movimento per la Temperanza, condannando senza mezze misure tutti i vizi che conducono a dipendenze (alcol, fumo, droghe).
- Educazione mista. Ragazzi e ragazze non possono che trarre beneficio dal frequentarsi, e questo sia all'interno delle mura domestiche che al di fuori di esse.
- Emancipazione femminile. Le femmine valgono tanto quanto i maschi, non sono meno intelligenti, e sono perfettamente in grado di decidere ciò che è meglio per loro stesse. Non sposarsi non vuol dire essere infelici.
- Patriottismo. A più riprese l'autrice sottolinea la grandezza degli Stati Uniti, invitando i ragazzi ad essere all'altezza della reputazione del Paese in cui vivono.
- Immigrazione. Questo è il romanzo della Alcott dove più è evidente la portata dell'immigrazione negli Stati Uniti nella seconda metà dell'Ottocento: Jill e sua madre arrivano dal Canada, la cuoca dei Grant è tedesca, e non mancano i riferimenti alle condizioni degli immigrati irlandesi ed italiani.
- Necessità di civilizzare i selvaggi. È curioso come la Alcott, che si considera una vera americana, riesca a provare compassione per gli immigrati ma non per i Nativi Americani, che considera dei selvaggi da civilizzare.